# 徐松

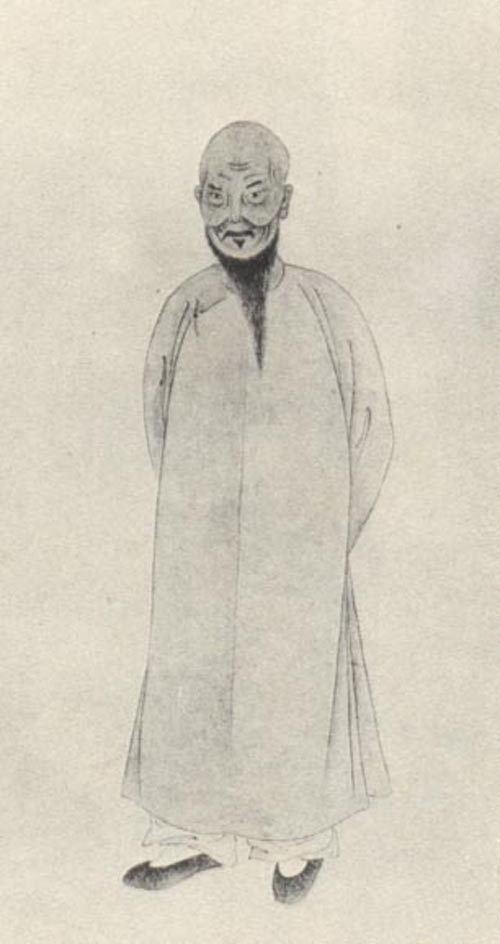
徐松

徐 松（じょ しょう、Xu Song、1781年 ‐ 1848年）は、清朝の歴史家。字は星伯。
浙江省紹興府上虞県の出身。父に従って大興県に遷った。1805年、進士になり、翰林院編修となった。『永楽大典』から宋に関する部分を抽出し『宋会要輯稿』500巻を編纂した。またその他に『唐両京城坊考』を著した。その後湖南省の督学となった。
1812年、イリ地方に流され、イリ将軍の松筠（スンユン）の知遇を得た。1815年、アクス・トルファン・ウルムチを旅して、『新疆賦』を著した。1819年には地理書である『西域水道記』12巻を著した。同年に赦免され、1821年に『新疆識略』を編纂した。官は礼部郎中に昇った。

## 著書
- 『唐両京城坊考』
  - 『唐両京城坊攷　長安と洛陽』愛宕元訳註、平凡社〈東洋文庫〉、1994年、ワイド版2013年
- 『西域水道記』12巻、旧稿、日本早稲田大学 蔵
- 『漢書西域伝補注』

賦
- 『新疆賦』

編纂
- 『新疆識略』、1821年